# Jádson
Jádson Rodrigues da Silva, auch bekannt als Michael Jádson (* 5. Oktober 1983 in Londrina), ist ein brasilianischer Fußballspieler im Mittelfeld.

## Karriere

### Verein

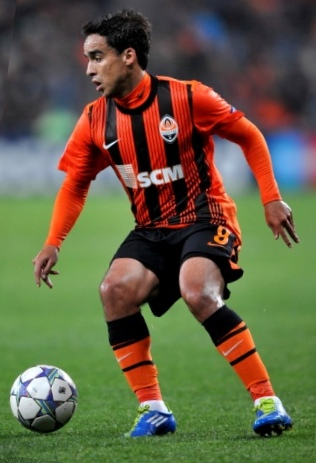
Jádson im Trikot von Schachtar Donezk (2011)

Jádson spielte zwischen 2003 und 2005 beim brasilianischen Klub Athletico Paranaense, bevor er zum ukrainischen Klub Schachtar Donezk wechselte. Mit Schachtar Donezk wurde er in den Jahren 2005, 2006 und 2008 Meister der ukrainischen Premjer-Liha. In der Saison 2008/09 sorgte er unter anderem mit seinem Tor zum 2:0 im Viertelfinalhinspiel gegen Olympique Marseille, wo er zum Mann des Spiels gekürt wurde, für den Einzug Donezks ins UEFA-Pokal-Halbfinale. Außerdem erzielte er in der Gruppenphase der in jenem Jahr stattfindenden Champions League vier Tore in fünf Spielen (darunter drei Treffer beim 5:0 gegen den FC Basel). Im Endspiel des UEFA-Pokals 2008/09 erzielte er in der Verlängerung den entscheidenden 2:1-Siegtreffer gegen Werder Bremen.
Zur Saison 2016 wurde bekanntgegeben, dass der Brasilianer den Zweitligisten Tianjin Quanjian verstärken wird. Er soll für zwei Jahre unterschrieben haben.  Bereits nach einem Jahr verließ Jádson wieder Richtung Brasilien. Anfang Februar 2017 wurde seine erneute Verpflichtung durch Corinthians bekannt gegeben. Dem Klub blieb er bis Saisonende 2019 im Dezember treu. 2020 kehrte Jádson zu seiner ersten Profistation Athletico Paranaense zurück. Der Vertrag erhielt eine Laufzeit bis Dezember 2021. Noch während der Austragung Série A 2021 wurde er in die Série B 2021 ausgeliehen.
Nach Auslaufen seines Vertrages mit Athletico Paranaense gab der EC Vitória Jádsons Verpflichtung für die Spielzeit 2022 bekannt.

### Nationalmannschaft
Jádson kam spät zu seinem ersten Einsatz in der brasilianischen Nationalmannschaft. Ein halbes Jahr nach der für Brasilien enttäuschend verlaufenden WM in Südafrika kam der Mittelfeldspieler in einem Freundschaftsspiel unter Neu-Trainer Mano Menezes zu seinem ersten Einsatz in der  Seleção. In der Freundschaftspartie am 27. März 2011 gegen Schottland bot ihn Menezes in der Startformation auf. Seither wird der Mittelfeldakteur regelmäßig ins Aufgebot berufen. Im Sommer 2011 wurde er für die Copa América in Argentinien nominiert. Im zweiten Vorrundenspiel, beim 2:2 gegen Paraguay gab Jádson sein Pflichtspieldebüt für Brasilien und konnte zudem seinen ersten Treffer im Nationaldress erzielen.

## Erfolge
Nationalmannschaft
- FIFA-Konföderationen-Pokal: 2013

Schachtar Donezk
- UEFA-Pokal: 2009
- Ukrainische Meisterschaft: 2005, 2006, 2008, 2010, 2011
- Ukrainischer Fußballpokal: 2008, 2011
- Ukrainischer Fußball-Supercup: 2005, 2008, 2010

FC São Paulo
- Copa Sudamericana: 2012

Corinthians
- Campeonato Brasileiro: 2015, 2017
- Campeonato Paulista: 2017, 2018, 2019

Tianjin Quanjian
- China League One: 2016

## Auszeichnungen
- Prêmio Craque do Brasileirão: 2015 – Mannschaft des Jahres
- Copa do Brasil 2018: Bester Spieler des Turniers[8]